# 耿晓峰
耿晓峰（1987年10月15日—），出生于辽宁省沈阳市，是一名中国足球运动员，司职守门员，现效力于成都蓉城足球俱乐部。

## 职业生涯

### 青年队
- 早年在沈阳的辽宁省青少年足球训练基地踢球，最初的位置是前锋，后来改练门将。先后在沈阳南湖小学、大东三小学读书。[2]
- 1999年，进入广东名峰。
- 2001年进入山东鲁能泰山的鲁能足校。

### 俱乐部
- 2006年2月进入山东鲁能泰山一队。
- 2012年3月30日，2012赛季第四轮首次在职业联赛亮相，表现出色，帮助山东鲁能泰山1比0击败青岛中能，并从此成为球队的主力门将。
- 2014年2月24日，租借加盟上海绿地申花一个赛季。[3]
- 2014年12月29日，永久转会加盟上海绿地申花，签约二年。[4]
- 2017年2月22日，永久转会加盟河北华夏幸福，签约五年。但因为引援名额的限制，只能先以业余身份在预备队效力一个赛季。[5]

### 国家队
- 2003年入选中国国青队。
- 2012年6月首次入选中国国家足球队集训名单，以备战和西班牙以及越南的国际友谊赛，但在集训过程中提前回归俱乐部备战联赛补赛，并没有出场。
- 2012年8月15日，在中国主场1比1战平加纳的比赛第74分钟替补曾诚出场，首次亮相国家队。但在比赛中失误导致丢球。
- 2013年6月15日晚7点35分，中国國家足球队在主场1比5惨败泰国队的热身赛中耿晓锋为中国队首发门将。

## 荣誉

### 山东鲁能泰山
- 中国足球超级联赛冠军：2006、2008、2010
- 中国足协杯冠军：2006